# Bianca Del Rio
Roy Haylock (Nova Orleães, 27 de junho de 1975), mais conhecido pelo nome artístico Bianca Del Rio, é um ator, comediante, figurinista e drag queen americano, mais conhecido por vencer a sexta temporada de RuPaul's Drag Race.

## Biografia
Haylock cresceu em Gretna (Luisiana). Ele possui ascendência cubana e hondurenha e é o quarto de cinco irmãos. Começou a atuar e desenhar figurinos para peças no colégio West Jefferson. Após o colegial, Haylock mudou-se para Nova York e trabalhou no Bloomingdale's por nove meses, mas depois voltou a Louisiana.

## Carreira
Haylock começou a trabalhar como figurinista. Em 1993, ganhou o prêmio "Big Easy Entertainment" de Melhor Figurino para Snow Queen com apenas 17 anos. Ele foi nomeado para 13 "Big Easy Entertainment" por figurinos, vencendo seis. Haylock também fez figurinos para "New Orleans Opera."
Em Nova Orleães, Haylock começou a se apresentar como drag queen em 1996. Uma drag queen chamada Lisa Beaumann o viu e o lançou em shows na boate Oz. Haylock venceu o New Orleans Gay Entertainer of the Year por três anos como a drag queen Bianca Del Rio.

### RuPaul's Drag Race

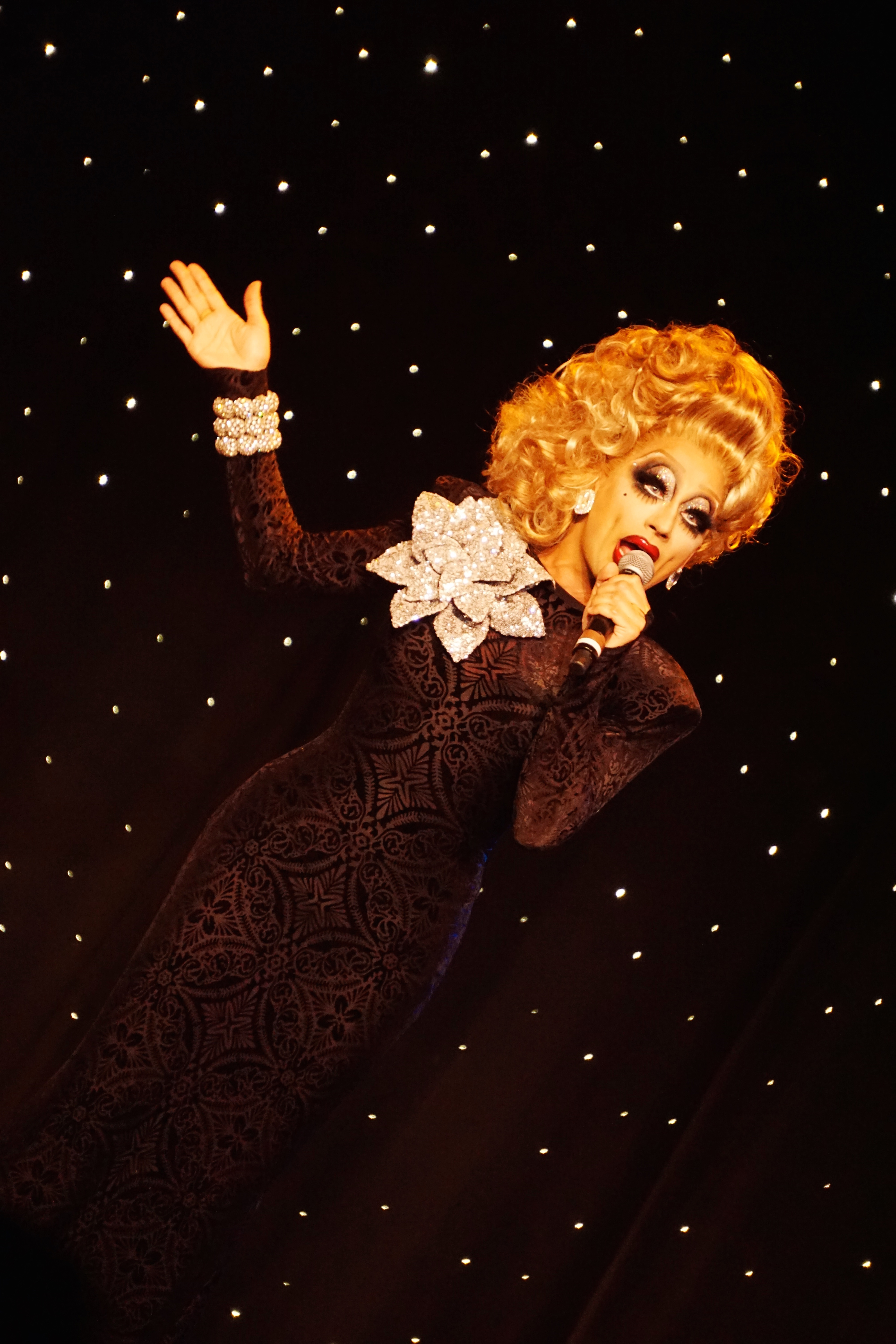
Bianca em 2014

Em dezembro de 2013, foi anunciado que Bianca Del Rio estava entre as 14 drag queens que seriam concorrentes na sexta temporada de RuPaul's Drag Race. Ela rapidamente se tornou uma das favoritas entre as concorrentes e uma das favoritas dos fãs.
Em 19 de maio de 2014, Del Rio foi coroada a vencedora da sexta temporada sobre as vice-campeãs Adore Delano e Courtney Act. Ela foi a segunda vencedora e a quarta participante para chegar ao final sem nunca ter dublado. Del Rio é também a primeira e única vencedora latina-americana do reality show.